# Bandiera del Nuovo Brunswick

Bandiera del Nuovo Brunswick (1950-1965)

La bandiera del Nuovo Brunswick è stata adottata il 24 febbraio 1965 e deriva dal proprio stemma che fino al 1965 compariva nella Blue Ensign.
La bandiera con proporzione 8:5 ritrae nella parte superiore un leone araldico dorato su sfondo rosso, e rappresenta il ducato tedesco di Brunswick-Lüneburg, di cui era sovrano Giorgio III del Regno Unito. Nella parte inferiore ritrae una antica galea, che rappresenta i cantieri navali che furono una delle principali industrie della provincia nel periodo in cui fu adottato lo stemma.